# مركز ألفين سيتمان للسرطان
مركز ألفين جيه سيتمان للسرطان Alvin J. Siteman Cancer Center، هو مركز طبي في مستشفى بارنز-جويش وكلية الطب بجامعة واشنطن، وهو مؤسسة علاج وأبحاث وتعليم تختص بمرض السرطان ولديها ستة مواقع في منطقة سانت لويس. يعد مركز سيتمان المركز الوحيد لعلاج السرطان في ولاية ميسوري ويقع على بُعد 240 ميلاً من سانت لويس الذي جرى تصنيفه كمركز شامل لعلاج السرطان من المعهد الوطني للسرطان (NCI). يُعد مركز سيتمان أيضًا العضو الوحيد في المنطقة في الشبكة الوطنية الشاملة للسرطان، وهو تحالف غير ربحي يضم 32 مركزًا للسرطان مكرسًا لتحسين جودة وفعالية رعاية مرضى السرطان بالولايات المتحدة.
يعالج مركز سيتمان أكثر من 75 ألف مريض، بما في ذلك 12 ألف مريض يجرى تشخيصهم حديثًا، كل عام.

## المواقع
يقع المرفق الرئيسي للمركز سيتمان في المركز الطبي لجامعة واشنطن في حي ويست إند المركزي في سانت لويس. في عام 2021، بدأ العمل في منشأة رئيسية جديدة في الحرم الطبي وكان من المقرر الانتهاء منها في صيف عام 2024. تُقدم خمسة مواقع أخرى في منطقة سانت لويس رعاية متخصصة لمرضى السرطان في مناطق الضواحي وهي:
- Barnes-Jewish West County Hospital in كريف كوير
- Barnes-Jewish St. Peters Hospital in St. Peters, Missouri
- Northwest HealthCare in فلوريسانت, part of Christian Hospital[6]
- Siteman Cancer Center-South County in south St. Louis County, Missouri[7]
- Memorial Hospital Shiloh in شيلو (إلينوي)[8]

## التاريخ والقيادة
في عام 1999، تعهد ألفين جيه Alvin J و روث سيتمان Ruth Siteman بدفع 35 مليون دولار لتطوير مركز سيتمان للسرطان في كلية الطب بجامعة واشنطن ومستشفى بارنز-جويش. كان هذا الالتزام هو أكبر هدية تلقتها مؤسسة بارنز-جويش وجامعة واشنطن على الإطلاق لدعم أبحاث السرطان ورعاية المرضى والخدمات والتعليم والتواصل المجتمعي.
كان تيموثي إيبرلين مديرًا للمركز منذ إنشائه. وكان جون ديبيرسيو هو نائب المدير.
في عام 2001، صنف المعهد الوطني للسرطان مركز سيتمان كمركز للسرطان، مما أشار إلى أن المؤسسة أثبتت تركيزًا في مجال علاج السرطان وجودة كبيرة في برامج أبحاث السرطان الخاصة بها. وقد جاء هذا التعيين مصحوبًا بمنح بحثية فيدرالية قدرها 850 ألف دولار سنويًا. أطلق المعهد الوطني للسرطان على مركز سيتمان لقب مركز شامل للسرطان في عام 2005، تقديرًا لأبحاثه الواسعة النطاق وأنشطته التوعوية والتعليمية، ومنح المركز منحة دعم لمدة خمس سنوات بقيمة 21 مليون دولار. وقد جدد المعهد الوطني للسرطان هذا التصنيف في عام 2010 ومنح المركز منحة أخرى مدتها خمس سنوات بقيمة إجمالية بلغت 23 مليون دولار. تمول المنح البرامج والخدمات المتخصصة التي تعزز البحث متعدد التخصصات، فضلاً عن الموارد العلمية المشتركة والجوائز التي تُمكن الباحثين من تطوير ومتابعة فرص بحثية جديدة.
أعلن ألفين جيه سيتمان Alvin J. Siteman في عام 2010 أنه سيتبرع بمليون دولار إضافية سنويًا لصندوق وقفي في المركز لتعزيز برامج الوقاية من السرطان وتشخيصه وعلاجه والتي قد لا تتلقى تمويلًا فيدراليًا.

## رعاية المرضى والخدمات
يقدم أكثر من 350 من علماء الأبحاث والأطباء بجامعة واشنطن الرعاية للمرضى الداخليين والخارجيين في مركز سيتمان. ويُقدم المركز أيضًا خدمات دعم للمرضى والعائلات، بما في ذلك مجموعات المناقشة والتثقيف حول مرض السرطان وطرق الوقاية والعلاج.
في عام 2018، أعلن مركز سيتمان أنه ستقوم ببناء وحدة ثانية للعلاج بالبروتونات في مركز إس لي كلينج للعلاج بالبروتون. كانت الوحدة الأولى قد افتُتحت في أواخر عام 2013.

## الأبحاث
يمتلك العلماء والأطباء التابعون لمركز سيتمان أكثر من 145 مليون دولار في أبحاث السرطان ومنح التدريب ذات الصلة. ويجري دمج نتائج الأبحاث المعملية الأساسية بسرعة في تطوير التقدم العلاجي للمرض. يجري تعزيز هذه العملية من خلال وصول المرضى إلى أكثر من 500 دراسة سريرية علاجية، بما في ذلك العديد من الجهود التعاونية مع مراكز السرطان الرائدة الأخرى في جميع أنحاء الولايات المتحدة.
في عام 2013، أُدرج ثلاثة علماء تابعين لمركز سيتمان وكلية الطب بجامعة واشنطن ومعهد ماكدونيل للجينوم في قائمة تومسون رويترز "لأكثر الباحثين العلميين شهرة في عام 2012"، وهم: ريتشارد ك. ويلسون Richard K. Wilson، وإلين مارديس Elaine Mardis، ولي دينج Li Ding. وتضمنت القائمة 21 باحثًا هم الأكثر استشهادًا في عام 2012. كما ضمت القائمة أيضًا روبرت فولتون Robert Fulton، وهو عالم رابع من كلية الطب بجامعة واشنطن ومعهد ماكدونيل للجينوم.

### تقدم الأبحاث
لقد حقق باحثون تابعون لمركز سيتمان و/أو كلية الطب بجامعة واشنطن تقدمًا مهمًا في أبحاث السرطان والوقاية منه والتثقيف بشأنه وعلاجه. وتتضمن أبرز المشاريع والدراسات الجارية ما يلي:
2018 - لقاحات سرطان الدماغ المخصصة
- في تجربة سريرية لاختبار فعالية لقاح الورم الأرومي الدبقي، أظهرت الدراسة أن بعض المرضى قد عاشوا "فترة أطول بشكل ملحوظ" - ما يصل إلى سبع سنوات أطول - من معظم الأشخاص الذين جرى تشخيص إصابتهم بسرطان الدماغ دون تلقي اللقاح. قام الباحثون بتطوير لقاحات مخصصة لكل مريض، من خلال إزالة أكبر قدر ممكن من الورم الدماغي، ثم دمج أجزاء من الورم مع خلايا من الجهاز المناعي للمريض. وهذا "يُدرب" الخلايا المناعية على مهاجمة الخلايا السرطانية.[22]

2017 - العلاج بخلايا CAR-T واستخدام فيروس زيكا لمحاربة سرطان الدماغ
- وفي تجربة سريرية أجريت في مركز سيتمان، لوحظ أن ما لا يقل عن 16 من أصل 20 شخصًا تلقوا علاجًا جديدًا يسمى العلاج بخلايا CAR-T قد اختفى السرطان لديهم بعد العلاج. وقد فشلت العلاجات القياسية في السابق مع هؤلاء المرضى.[23] حصل العلاج المُسمى Axicabtagene ciloleucel على موافقة إدارة الغذاء والدواء في 18 أكتوبر 2017.[24]
- في حين يسبب فيروس زيكا أضرارا مدمرة لأدمغة الأجنة النامية، فإنه قد يصبح يوما ما علاجا فعالا لورم الدماغ، وهو شكل قاتل من سرطان الدماغ. أظهرت الأبحاث المشتركة بين كلية الطب بجامعة واشنطن وكلية الطب بجامعة كاليفورنيا في سان دييغو أن الفيروس يقتل الخلايا الجذعية لسرطان الدماغ، وهو نوع الخلايا الأكثر مقاومة للعلاجات القياسية.[25]

2016 - العلاج الكيميائي لأورام المخ
- اكتشف جراحو الأعصاب الذين يستخدمون الليزر لعلاج سرطان الدماغ أن هذه التقنية تكسر حاجز الدم في الدماغ لمدة أربعة أسابيع تقريبًا، مما يسمح لهم باستخدام العلاج الكيميائي لعلاج الورم. لا تزال التجارب السريرية في هذا المجال جارية، لكن الدكتور إريك سي. ليوثاردت Eric C. Leuthardt يرى أن النتائج الأولية واعدة.[26]

2015 - لقاح الورم الميلانيني واختبار البول لسرطان الكلى
- في دراسة لإثبات المفهوم، أظهر فريق بحثي بقيادة الدكتورة بياتريس كارينو Beatriz Carreno أن الطب الشخصي يمكنه "إيقاظ" الأنظمة المناعية لمرضى الورم الميلانيني. هناك حاجة إلى إجراء المزيد من الدراسة لمعرفة ما إذا كانت اللقاحات المخصصة قادرة على منع تكرار المرض لدى المرضى المصابين بسرطان الجلد المتقدم.[27]
- ثبت أن اختبار الفحص المعتمد على البول دقيق بنسبة تزيد عن 95% في تحديد سرطان الكلى في مرحلة مبكرة، وفقًا لدراسة أجراها إيفان كاراش Evan Kharasch.[28]

2014 - لقاح سرطان الثدي ونظارات الوقاية من السرطان
- أظهر لقاح سرطان الثدي الذي طوره ويليام جيلاندرز William Gillanders أنه يُنشط الجهاز المناعي لمحاربة الخلايا السرطانية وإبطاء تطور السرطان. وقد شمل اللقاح، الذي يستهدف الماماجلوبين-أ، وهو بروتين يظهر في أورام الثدي، آثارًا جانبية قليلة جدًا.[29]
- تساعد النظارات ذات التقنية العالية التي طورها صامويل أخيليفو Samuel Achilefuالجراحين على رؤية الخلايا السرطانية في الزمن الحقيقي. إن هذه التقنية، التي تتضمن شاشة رقمية، وضوء الأشعة تحت الحمراء، واستخدام صبغة وريدية، قد تلغي الحاجة إلى العمليات الجراحية التي غرضها المتابعة بسبب الخلايا السرطانية غير المكتشفة.[30]

2013 - سرطان بطانة الرحم وسرطان الدم
- وفي دراسات منفصلة، ساعد باحثون في كلية الطب بجامعة واشنطن ومعهد ماكدونيل للجينوم في تحديد الطفرات الجينية الرئيسية التي تعزز الإصابة بسرطان بطانة الرحم وسرطان الدم النخاعي الحاد. يقدم البحث، وهو جزء من مشروع أطلس جينوم السرطان، معلومات جديدة يمكن أن تُغير علاجات مرضى السرطان وتساعد في تطوير الأدوية.[31]

2012 - أبحاث سرطان الدم وسرطان الثدي والوقاية من السرطان
- دخل طبيب سرطان الدم في مركز سيتمان، لوكاس وارتمان Lukas Wartman، الذي جرى تشخيص إصابته بالمرض، في مرحلة شفاء غير مسبوقة للمرة الثالثة بعد أن قام تيموثي لي Timothy Ley وزملاؤه في معهد ماكدونيل للجينوم بتحديد تسلسل جينات وارتمان السرطانية والطبيعية. قام الباحثون أيضًا بتحليل الحمض النووي الريبوزي الخاص به. ومن خلال القيام بذلك، اكتشف فريق العلاج الخاص به، والذي يضم جون ديبيرسيو John DiPersio نائب مدير مركز سيتمان، أن الجين الطبيعي قد يساهم في نمو سرطان وارتمان من خلال إنتاج كميات كبيرة من بروتين معين. وقد وجدوا أن الدواء المستخدم لعلاج نوع من سرطان الكلى كان قادرًا على تثبيط ذلك الجين.[32]
- يستخدم علماء، ومن بينهم ماثيو إليس Matthew Ellis، تسلسل الجينوم الكامل لمقارنة الاختلافات بين الحمض النووي لأورام سرطان الثدي والخلايا السليمة لدى 46 امرأة. وفي حين يكشف التحليل عن تعقيد المرض، فإنه يقترح طرقًا للطب الشخصي الذي قد يكون لديه احتمال أكبر لشفاء المرضى.[33]
- بناءً على بحثه في دراسة صحة الممرضات ودراسة النمو اليوم،[34] يواصل جراهام كولديتز Graham Colditz دراسة الروابط بين السرطان وتعاطي الكحول،[35] والنظام الغذائي وممارسة الرياضة وعوامل أخرى،[36] وما يمكن للأفراد والمجتمعات فعله للحد من مخاطر الإصابة بمرض السرطان. وفي ورقة بحثية نشرت عام 2012، يزعم كولديتز أن نصف حالات الإصابة بالسرطان يمكن الوقاية منها، وبالتالي إنقاذ أكثر من 280 ألف شخص في عام 2011، وأن الأفراد والخبراء الطبيين والصحيين والمسؤولين الحكوميين وغيرهم يجب أن يبدأوا في اتخاذ خطوات معروفة بالفعل للحد من تأثير السرطان.[37]

2011 - سرطانات مرتبطة بالدم
- أتمَّ مركز سيتمان عملية زراعة الخلايا الجذعية المكونة للدم رقم 5000، وهو علاج شائع للمرضى المصابين بسرطانات مرتبطة بالدم مثل سرطان الدم، والليمفوما، والورم النخاعي المتعدد أو أي سرطان آخر مرتبط بالدم.[38]

2010 - سرطانات الأطفال
- أعلنت كلية الطب بجامعة واشنطن ومستشفى سانت جود لأبحاث الأطفال عن مشروعهما المشترك لجينوم سرطان الأطفال لتحديد التغيرات الجينية التي تؤدي إلى بعض أخطر أنواع سرطانات الأطفال في العالم. يُخطط الفريق لفك شفرة الجينومات لأكثر من 600 مريض بالسرطان في مرحلة الطفولة والذين ساهموا بعينات الأورام.[39]

2008 - التسلسل الجيني
- لأول مرة، يتمكن العلماء من فك شفرة جميع جينات مريض السرطان، ويجدون مجموعة من الطفرات التي ربما تسببت في المرض أو ساعدت في تطوره. ويقول تيموثي لي Timothy Ley، وإلين مارديس Elaine Mardis، وريتشارد ك. ويلسون Richard K. Wilson، وزملاؤهم في معهد ماكدونيل للجينوم، إن هذا الاكتشاف قد يؤدي إلى علاجات جديدة، وقد يساعد الأطباء على اتخاذ خيارات أفضل بين العلاجات الموجودة، استناداً إلى صورة جينية أكثر تفصيلاً لسرطان كل مريض. على الرغم من أن البحث شمل سرطان الدم النخاعي الحاد (AML)، إلا أنه يمكن أيضًا استخدام نفس التقنيات لدراسة أنواع أخرى من السرطان.[40]

2007 - تقنية النانو والعلاج الإشعاعي
- أعلن جريجوري لانزا Gregory Lanza وصامويل ويكلاين Samuel Wickline وباحثون في مختبراتهم عن تطوير جسيمات نانوية أصغر بكثير من عرض شعرة الإنسان، بهدف مهاجمة السرطان من خلال تحديد موقع الأورام و"الالتصاق بها". عند استخدام تلك الطريقة مع التصوير بالرنين المغناطيسي، يمكن أن تساعد الجسيمات النانوية الأطباء في مراقبة الأنسجة السرطانية وتوصيل الدواء مباشرة إلى مكان الورم، وليس إلى بقية الجسم.[41]
- قام باحثون بقيادة دانييل لو Daniel Low وباراج باريك Parag Parikh بتطوير جهاز يسمى 4D Phantom والذي يتبع نمط التنفس المعقد للمريض لتوصيل العلاج الإشعاعي للأورام المتحركة، مثل تلك الموجودة في الرئة.[42]

2006 — التصوير الضوئي الصوتي
- أعلن ليهونغ وانغ Lihong Wang عن عمله في مجال التصوير الضوئي الصوتي photoacoustic imaging، وهي تقنية جديدة تستخدم الضوء والصوت لإنشاء صور ملونة مفصلة للأورام والأعضاء. ويقول مطورو هذه التقنية التصويرية غير الجراحية، والتي يمكن إجراؤها دون مخاطر التعرض للإشعاع المرتبط بالأشعة السينية والتصوير المقطعي المحوسب، إنها قد تساعد الأطباء أيضًا في اكتشاف السرطان في وقت مبكر أكثر من أي وقت مضى.[43]

2003 - سرطان الثدي
- قام ثالاشالور موهاناكومار Thalachallour Mohanakumar وباحثون آخرون في مركز سيتمان بتطوير واختبار نموذج أولي للقاح على الفئران يتسبب في توقف الأورام السرطانية عن النمو، ثم انكماشها. يساعد ذلك اللقاح، الذي جرى تطويره لمحاربة سرطان الثدي لدى البشر، الجهاز المناعي على استهداف بروتين موجود في 80% من أورام الثدي.[44]

2001 - التصوير ودور الجهاز المناعي في السيطرة على السرطان
- تشير الأبحاث التي أجرتها جوان مورتيمر Joanne Mortimer إلى أن فحوصات التصوير المقطعي بالإصدار البوزيتروني (PET) يمكنها في كثير من الأحيان تحديد النساء المصابات بسرطان الثدي المتقدم اللاتي من المرجح أن يستجبن للعلاج الهرموني، وهو بديل ألطف من العلاج الكيميائي والذي يكون عادةً بنفس الفعالية.[45]
- نشر روبرت د. شرايبر Robert D. Schreiber وزملاؤه أول دليل على أن الجهاز المناعي يلعب دورًا في السيطرة على السرطان، وهي العملية التي تسمى المراقبة المناعية.[46] في عام 2007، وجدوا في الفئران أن بعض أنواع السرطان تبقى في حالة "توازن"، مما دفعهم إلى اقتراح أنه في يوم من الأيام قد يحول العلاج المناعي السرطان إلى مرض مزمن ولكن يمكن السيطرة عليه.[47]
- أعلن أخصائي الأورام الجزيئية هوارد ماكليود Howard McLeod عن بحث حول طفرة جينية تؤثر على مدى استجابة المرضى للعلاج الكيميائي. وقد تجعل هذه النتائج من الممكن إجراء فحص دم من شأنه تحديد الجرعة، أو حتى الأدوية، الأكثر فعالية لكل مريض.[48]

1998 — الخزعات
- أجري رالف جي ديسي جونيور Ralph G. Dacey Jr أول عملية جراحية مجسمة مغناطيسية في العالم لأخذ خزعة من ورم في المخ البشري باستخدام طريق غير مباشر إلى الورم. جرى تصميم هذا المسار لتجنب المناطق التي من الممكن أن يجري الدخول إليها عادة عندما يقوم الجراح بإدخال أداة جراحية يدويًا في موقع ما. يُتيح النظام المحوسب التجريبي للجراحين التحكم بعناية في الأدوات الجراحية داخل الدماغ من خلال استخدام قسطرة يمكن تشغيلها بواسطة مجالات مغناطيسية يجري التحكم فيها بدقة.[49]

1994 - اختبار الفحص الجيني لسرطان الغدة الدرقية
- نجح باحثون بقيادة جزئية من هيلين دونيس كيلر Helen Donis-Keller، لأول مرة في تطوير اختبارات فحص جينية قادرة على الكشف عن شكل نادر ومميت من سرطان الغدة الدرقية في المرحلة ما قبل السريرية، مما يسمح بالعلاج المبكر للأطفال المعرضين للإصابة بهذا المرض. كانت هذه أول عملية جراحية للوقاية من السرطان بناءً على نتائج الاختبارات الجينية.[50]

1979 - زراعة نخاع العظم
- يتلقى مرضى سرطان الدم في جامعة واشنطن في سانت لويس وأربعة مراكز طبية أخرى عمليات زرع لخلايا نخاع العظم السليمة -جزء من تجربة سريريةل- تحديد مدى فعالية الإجراء بالتزامن مع العلاج الكيميائي والعلاج الإشعاعي. سيُميتاهذه لتقنية الجديدة لاحقًا بزراعة الخلايا الجذعية المكونة للدم الذاتية.[51]

منتصف سبعينيات القرن العشرين — التصوير
- تولى ميشيل تير-بوجوسيان Michel Ter-Pogossian قيادة البحث الذي حوَّل ماسح التصوير المقطعي بالإصدار البوزيتروني من مجرد مفهوم مثير للاهتمام إلى تقنية تصوير طبي تستخدمها المستشفيات والمختبرات في كل مكان لمسح الدماغ العامل.[52]

1954 - عوامل النمو والسرطان
- نجح كلا من ريتا ليفي مونتالشيني Rita Levi-Montalcini وستانلي كوهين Stanley Cohen لأول مرة في عزل عامل نمو الأعصاب، وهي مادة فعالة تعمل على تعزيز نمو الخلايا العصبية. أدى هذا الاكتشاف لاحقًا إلى رؤى حول السرطان والعيوب الخلقية، وفي عام 1986 حصل الاثنان على جائزة نوبل عن هذا العمل.[53]

1946 - الكربون المشع في أبحاث السرطان
- حدث لأول مرة أن أطلقت وزارة الحرب الأمريكية نظائر الكربون 14 إلى كيان مدني، وهي المؤسسات التي سبقت مركز سيتمان، مثل مستشفى برنارد للجلد والسرطان (الذي تأسس عام 1905) ومعهد مالينكرودت للأشعة (الذي تأسس عام 1923)، حيث جرى استخدام الكربون المُشع في دراسات السرطان.[54]

1941 — السيكلوترون
- في معهد مالينكرودت للأشعة، بدأ بناء أول جهاز مُسرع دوراني (سيكلوترون) مخصص للأبحاث الطبية والبيولوجية.[54]

1933 - جراحة سرطان الرئة وعلاقة المرض بالتدخين
- أصبح إيفارتس أمبروز جراهام أول جراح ينجح في علاج حالة بشرية من سرطان الرئة عن طريق إزالة رئة كاملة أثناء إجراء يُعرف باسم استئصال الرئة.[55] في عام 1950، نشر هو وإرنست وايندر Ernst Wynder نتائج أول بحث واسع النطاق حول التدخين، والذي ربط بين استخدام السجائر لفترة طويلة وسرطان الرئة.[56]

## الوقاية من السرطان ومكافحته
يشارك مركز سيتمان وكلية الطب بجامعة واشنطن بشكل نشط في العديد من المشاريع الرامية إلى الوقاية من السرطان في منطقة سانت لويس وفي جميع أنحاء الولايات المتحدة. وتشمل هذه الجهود ما يلي:
- موقع Your Disease Risk (مخاطر الإصابة بمرضك)، هو أداة تفاعلية تساعد الأشخاص على تقدير مخاطر الإصابة بعدة أمراض مثل السرطان والسكري وأمراض القلب وهشاشة العظام والسكتة الدماغية، ويُقدم الموقع اقتراحات وتدابير وقائية تساعد على تقليل احتمالية الإصابة بكل مرض.[57]
- تطبيق Zuum، وهو تطبيق محمول مجاني لأجهزة الأندرويد يُقدِّر مخاطر إصابة الشخص بالسرطان وأمراض القلب والسكري وأمراض أخرى، ويُقدم نصائح مخصصة للوقاية وتعزيز الصحة العامة.[58]
- كتاب "Together - Every Woman's Guide to Preventing Breast Cancer," (معًا - دليل كل سيدة لمنع سرطان الثدي)، هو كتاب إلكتروني مجاني لأجهزة iPad يقدم نصائح عملية مبنية على العلم لتقليل خطر الإصابة بسرطان الثدي في كل مرحلة من مراحل الحياة تقريبًا.[59]
- أبحاث تتناول التفاوتات في الإصابة بالسرطان، والاتصالات المتعلقة بالسرطان، واستخدام التبغ.[60][61][62]

## التعليم والتواصل المجتمعي
بالإضافة إلى برامج العلاج والبحث، يشارك مركز سيتمان في التوعية المجتمعية والتثقيف والفحص. وتشمل جهود المركز ما يلي:
- برنامج القضاء على التفاوتات في الإصابة بالسرطان (PECaD)، الذي يطور رسائل للوقاية من السرطان والتوعية به، وينشر نتائج الأبحاث إلى المجتمع، ويستضيف فعاليات التعليم الطبي المستمر ويشارك في أنشطة أخرى.[63]
- وضع معلومات حول سرطان الثدي وتصوير الثدي بالأشعة السينية في مغاسل الملابس، حيث أظهرت إحدى الدراسات أن احتمالية رؤية السيدات له تكون أكبر من الأماكن المجتمعية الأخرى، خاصةً النساء اللاتي يفتقرن إلى الوصول إلى الرعاية الصحية الكافية.[64][65]
- عربة تصوير الثدي المتنقلة التي تُقدم فحوصات متنقلة -يُحدد موعد مسبق بالاتصال- في سانت لويس والمجتمعات المحيطة.[66][67]

## شبكة سيتمان للسرطان
في عام 2017، أطلق مركز سيتمان للسرطان شبكة سيتمان للسرطان، وهي شبكة تابعة للمراكز الطبية الإقليمية تهدف إلى تحسين صحة الأفراد والمجتمعات من خلال أبحاث السرطان وعلاجه والوقاية منه. أعضاء الشبكة هم مركز ستيوارت للسرطان (Boone Hospital Center) التابع لمركز مستشفى بون في كولومبيا (ميزوري)، ميسوري، ومعهد ديلبرت داي للسرطان التابع لمؤسسة فيلبس هيلث في رولا (ميزوري)، ومستشفى ألتون التذكاري في ألتون (إلينوي)، والرعاية الصحية في جنوب إلينوي كاربوندال.

## روابط خارجية
- مركز ألفين جيه سيتمان للسرطان
- كلية الطب بجامعة واشنطن
- مستشفى بارنز اليهودي
- خطر الإصابة بالمرض